# Andrés Narvarte
Andrés Narvarte  (n. 1781, La Guaira, Venezuela - d. 31 martie 1853, Caracas, Venezuela) a fost un avocat și om politic, președintele Venezuelei în perioada 20 ianuarie 1835 – 9 februarie 1835 (interimar) și între 1836-1837. Narvarte a luat apărarea celor care au atentat la viața președintelui Simon Bolivar în 1828.